# Cryptodiscus angulosus
Cryptodiscus angulosus är en lavart som beskrevs av Petter Adolf Karsten. Cryptodiscus angulosus ingår i släktet Cryptodiscus, och familjen Stictidaceae. Arten är reproducerande i Sverige.